# Alan Fairfax
Pour les articles homonymes, voir Fairfax.
Alan Geoffrey Fairfax est un joueur de cricket international australien né le 16 juin 1906 à Summer Hill en Nouvelle-Galles du Sud et décédé le 17 mai 1955 à Londres au Royaume-Uni. All-rounder au sein de l'équipe de Nouvelle-Galles du Sud, il compte dix sélections en Test cricket avec l'équipe d'Australie entre 1929 et 1931.

## Biographie
Alan Fairfax naît le 16 juin 1906 à Summer Hill, en Nouvelle-Galles du Sud. Il fait ses débuts en first-class cricket avec l'équipe de Nouvelle-Galles du Sud en décembre 1928.
La même saison, il est sélectionné pour la première avec l'équipe d'Australie pour affronter l'équipe d'Angleterre lors du cinquième et dernier match des Ashes. Il participe à la tournée australienne en Angleterre en 1930, disputant quatre des cinq test-matchs. Il est sélectionné à nouveau l'année suivante lors de la visite de l'équipe des Indes occidentales en Australie.
Il rejoint la Lancashire League en Angleterre en 1932 où il devient professionnel. En 1932-1933, l'Angleterre utilise la tactique controversée Bodyline en Australie. Fairfax est employé par Poste Parisien, une station de radio française. Depuis un studio situé sur la Tour Eiffel, il effectue des résumés quotidiens de deux heures des événements qui se déroulent en Australie, à destination des auditeurs britanniques et grâce à des câbles qu'il reçoit. Ses interventions épurées ne relatent pas totalement ce que subissent les batteurs australiens.
Il tient une école de cricket à Londres jusqu'à la Seconde Guerre mondiale, après laquelle il devient journaliste pour un hebdomadaire londonien. Il décède dans cette ville le 17 mai 1955.

## Bilan sportif

### Principales équipes
|                        | Test              |
| ---------------------- | ----------------- |
| Australie              | 1929-1931         |
|                        | First-class       |
| Nouvelle-Galles du Sud | 1928-29 - 1931-32 |